# Kate DiCamillo
Kate DiCamillo (Filadelfia, 25 marzo 1964) è una scrittrice statunitense.

## Biografia
Nata Katrina Elizabeth DiCamillo nel 1964 a Filadelfia, ha conseguito un B.A. all'Università della Florida nel 1987.
Ha esordito nella narrativa per ragazzi nel 2000 con il romanzo Il cane più brutto del mondo trasposto in pellicola 5 anni più tardi.
Autrice di numerose opere per l'infanzia, rientra nel ristretto novero di scrittori (solo sei) che hanno ottenuto due medaglie Newbery.

## Opere (parziale)

### Serie Bink & Gollie
- Bink & Gollie (2010)
- Bink & Gollie: Two for One (2012)
- Bink & Gollie: Best Friends Forever (2013)

### Serie Mercy Watson
- Mercy Watson to the Rescue (2005)
- Mercy Watson Goes for a Ride (2006)
- Mercy Watson Fights Crime (2006)
- Mercy Watson: Princess in Disguise (2007)
- Mercy Watson Thinks Like a Pig (2008)

### Serie Deckawoo Drive
- Leroy Ninker Saddles Up: Tales from Deckawoo Drive, Volume One (2014)
- Francine Poulet Meets the Ghost Raccoon: Tales from Deckawoo Drive, Volume Two (2015)
- Where Are You Going, Baby Lincoln?: Tales from Deckawoo Drive, Volume Three (2016)
- Eugenia Lincoln and the Unexpected Package: Tales from Deckawoo Drive, Volume Four (2017)

### Picture books
- Great Joy (2007)
- Luisa, le avventure di una gallina(Louise, the Adventures of a Chicken, 2008), Firenze, Motta Junior, 2009 traduzione di Roberta Scarabelli ISBN 978-88-8279-341-8.
- Un maialino di nome Sorpresa (A Piglet Named Mercy), Milano, Nord-Sud, 2019 traduzione di Isabella Polli ISBN 978-88-93080-70-5.

### Altri romanzi
- Il cane più brutto del mondo (Because of Winn-Dixie, 2000), Milano, Mondadori, 2002 traduzione di Antonella Borghi ISBN 88-04-50721-7.
- The Tiger Rising (2001)
- Le avventure di Meschino (The Tale of Despereaux, 2003), Milano, Mondadori, 2005 traduzione di Angela Ragusa ISBN 88-04-54346-9.
- Lo straordinario viaggio di Edward Tulane (The Miraculous Journey of Edward Tulane, 2006), Firenze-Milano, Giunti Junior, 2007 traduzione di Angela Ragusa ISBN 978-88-09-05524-7.
- L'elefante del mago (The Magician's Elephant), Firenze-Milano, Giunti Junior, 2009 illustrazioni di Yoko Tanaka ISBN 978-88-09-74430-1.
- Flora e Ulisse (Flora & Ulysses: The Illuminated Adventures, 2013), Milano, Il castoro, 2015 traduzione di Laura Bortoluzzi ISBN 978-88-6966-013-9.
- Little miss Florida (Raymie Nightingale, 2016), Milano, Il castoro, 2017 traduzione di Laura Bortoluzzi ISBN 978-88-6966-157-0.
- Louisiana's way home (2018)
- Beverly, right here (2019)

## Adattamenti cinematografici
- Il mio amico a quattro zampe (Because of Winn-Dixie), regia di Wayne Wang (2005) dal romanzo Il cane più brutto del mondo
- Le avventure del topino Despereaux (The Tale of Despereaux), regia di Sam Fell e Robert Stevenhagen (2008) dal romanzo Le avventure di Meschino
- Flora & Ulisse (Flora & Ulysses), regia di Lena Kahn (2021) dal romanzo Flora e Ulisse
- L'elefante del mago (The Magician's Elephant), regia di Wendy Rogers (2023)

## Premi e riconoscimenti
- National Book Award per la letteratura per ragazzi: 2001 finalista con The Tiger Rising e 2016 finalista con Little miss Florida
- Medaglia Newbery: 2004 vincitrice con Le avventure di Meschino e 2014 vincitrice con Flora e Ulisse
- Premio Cento: 2008 vincitrice con Lo straordinario viaggio di Edward Tulane